# Provincia di Lunda Nord
La provincia di Lunda Nord (in portoghese Lunda Norte) è una delle 18 province dell'Angola. Il suo capoluogo è Lucapa ed ha una superficie di 102.783 km² ed una popolazione di 461.211 (stima del 2009).
La provincia è situata nell'estremo nord-orientale del paese, confina a nord e a nord-est con la Repubblica Democratica del Congo, a est e sud-est con la provincia di Lunda Sud, a sud-ovest e ovest con la provincia di Malanje.
Piccole aree a nord e ad est della provincia sono coperte da savane umide, le restanti aree sono occupate da savane secche. Nella valle del fiume Kasai, le foreste pluviali - la giungla - sono state preservate. I fiumi più grandi della provincia sono Kwango, Qwilu e Kasai.

## Geografia antropica

### Suddivisioni amministrative
La provincia di Lunda Nord è suddivisa in 9 municipi e 27 comuni.
Il capoluogo è Lucapa.

#### Municipi
- Cambulo, Capenda Camulemba, Caungula, Chitato, Cuango, Cuilo, Lubalo, Lucapa, Xá-Muteba.

#### Comuni
- Iongo, Kachimo, Kamaxilo, Kambulo, Kamissombo, Kanzar, Kapenda Kamulemba, Kaungula, Kuango, Lóvua, Luachimo, Luia, Luremo, Xa – Cassau, Xá – Muteba, Xinge, Lucapa, Sombo, Capaia, Thitato, Cuilo, Caluango, Iubalo, Muvulege, Luangue, Cassengue, Quitapa.